# Hans Romauch

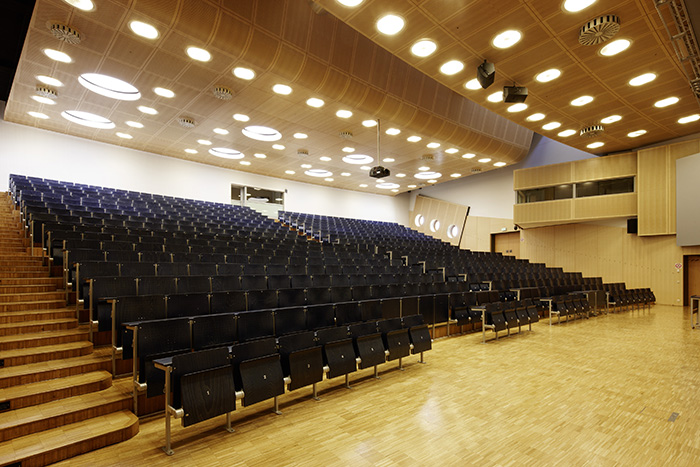
Der Hörsaal A (Hans-Romauch-Saal) der Universität Klagenfurt.

Johann "Hans" Romauch (* 1919; † 2008) war ein österreichischer Künstler und Politiker (SPÖ). Er war von 1967 bis 1974 Vizebürgermeister der Landeshauptstadt Klagenfurt am Wörthersee und als Mitbegründer des Kärntner Universitätsbundes wesentlich an der Gründung der Universität Klagenfurt beteiligt.

## Biographie
Im Jahr 1964 gründete Romauch, damals als Finanzreferent in der Klagenfurter Stadtregierung tätig, gemeinsam mit Gotbert Moro und dem Handelskammerpräsident Werner Pfirmer den Kärntner Universitätsbund als Förderverein für eine damals noch nicht existierende Universität. Gemeinsam mit dem Landesgerichtspräsidenten Rudolf Pichler und dem Nationalratsabgeordneten Ludwig Weiß bildete er dessen ersten Vorstand. Die jahrelangen Bemühungen des schnell wachsenden Universitätsbundes mündeten schließlich 1970 in die Gründung einer Hochschule für Bildungswissenschaften, aus der die heutige Universität Klagenfurt hervorging. Hans Romauch blieb der Universität lebenslang als Präsident und Ehrenpräsident des Universitätsbundes sowie Ehrensenator der Universität verbunden. Der Hörsaal A der Universität trägt seinen Namen.
Nach den für die SPÖ erfolgreichen Wahlen des Jahres 1967 bekleidete Romauch das Amt des Vizebürgermeisters unter Hans Ausserwinkler. Er hatte das Amt über die nächsten Wahlen 1973 hinaus inne, wurde dann jedoch 1974 von Otmar Schwingl abgelöst. 1977 wurde ihm der Titel eines Ehrensenators der Universität Klagenfurt verliehen. Romauch war als autodidaktischer Künstler aktiv und veröffentlichte 1983 gemeinsam mit dem Kärntner Lyriker Helmut Scharf einen Band mit Aquarellen und Gedichten.